# Piotr Michael
Piotr Michael Walczuk (27. marts, 1988) er en amerikansk stemmeskuespiller født i Los Angeles, Californien.